# Merden (Purwanegara)
Merden is een bestuurslaag in het regentschap Banjarnegara van de provincie Midden-Java, Indonesië. Merden telt 9373 inwoners (volkstelling 2010).